# Ключи (на Колпёнке)
Ключи́ — исчезнувший посёлок в Новосильском районе Орловской области.

#### Эпиграф
«По весне в отдалённый посёлок прилетают скворцы и грачи. У посёлка весёлое имя, сердцу милое имя — Ключи…». Н. Тришин..

## География
Располагался на возвышенном живописном левом берегу в 1 км от реки Колпёнки.

## История
Посёлок образовался в послереволюционное советское время в 30-х годах и был центром колхоза «Красный Ключ». Входил в состав Бабонинского сельского Совета депутатов.